# Banana Joe
Banana Joe è un film del 1982 diretto da Steno (pseudonimo di Stefano Vanzina), con protagonista Bud Spencer.

## Trama
Banana Joe è un uomo imponente e molto forte, ma dal cuore d'oro, buono e ingenuo. Vive nella foresta amazzonica commerciando banane lungo il rio delle Amazzoni, scambiandole con altri beni di prima necessità destinati ai nativi indios di Amantido, un piccolo villaggio della Colombia, con i quali abita e che l'hanno cresciuto come uno di loro. Gli affari procedono bene fino a quando il boss mafioso colombiano di San Cristóbal, il señor José Torcillo, decide di controllare il commercio della frutta progettando anche di costruire un casinò illegale nel villaggio, sfruttando perfino i bambini indios.
Joe intraprende allora un viaggio nella città di Puerto Grande per cercare di opporsi a questo progetto, ma deve fare i conti con le autorità locali, complici di Torcillo ed evidentemente da lui corrotte, che gli vietano la vendita di banane in assenza di regolare licenza per il commercio. A questo scopo, si reca presso l'arcivescovado per cercare documenti che attestino la sua esistenza, visto che all'anagrafe non risulta. Nel contempo, incontra anche il piccolo truffatore Manuel Pezzullo, un oriundo napoletano che lo consiglia non troppo bene e gli rifila alcune fregature, tra cui la vendita di una licenza altrui intestata.
A corto di denaro, Joe si presenta al "Mocambo", un night club di proprietà di Torcillo, per essere assunto come buttafuori; è qui che conosce e si innamora a prima vista di Dorianne, una bellissima cantante che si esibisce nel locale. Intanto padre Enrique, che opera nel locale arcivescovado, dove vengono stesi gli scagnozzi di Torcillo che volevano uccidere Joe, comunica che, in seguito ad un incendio, gli archivi del vescovado non possono fornire il certificato di battesimo a Joe. Egli dovrà dunque recarsi al Ministero per attestare la sua esistenza. Non riuscendo a risolvere il problema dell'identità, a Joe viene consigliato di svolgere il servizio militare, presso la vicina caserma Zoncada, per poter poi ottenere un documento.
Joe, dunque, si appresta a svolgere il servizio sotto la guida del sergente Martiño, a cui creerà non pochi problemi e che a causa sua verrà degradato e spedito a pelare patate. Fatto anche questo ritorna al Ministero dove, saputo che dovrà aspettare un mese per ottenere il documento e poter tornare ad Amantido, istiga una rivolta per accedere con la forza nella stanza del ministro, amico di Torcillo, e si timbra da sé il documento che gli serve, oltre a tantissimi altri documenti di persone che, come lui, aspettavano invano la timbratura del ministro, non prima di affrontare personalmente il ministro corrotto e in combutta con il boss, appendendolo al muro. Viene per questo arrestato e condotto in prigione, dove ritrova Manuel. Durante la sua assenza, ad Amantido viene aperto un casinò proprio da Torcillo. Portato a conoscenza di questo da Dorianne, venuta a trovarlo in carcere, Joe riesce a tornare ad Amantido dopo aver ottenuto l'agognata licenza grazie all'aiuto di Manuel, che Joe considera ormai un amico e con cui evade di prigione. Non appena arrivato, provvede subito a scombussolare i piani di Torcillo, devastando il casinò e malmenando i suoi uomini, mentre l'ingegner Moreno, braccio destro e fedelissimo di Torcillo, rimane congelato nel frigorifero.
Una pattuglia della polizia, inviata per arrestare Manuel, porta invece la notizia della nascita del primogenito del Presidente della Repubblica, grazie ad alcune pillole da medicina naturale per parto, inventate da Manuel e a base di un'erba a suo dire rarissima che si trova nella foresta dell'Amazzonia. Il perdono e le onorificenze ai due amici si sostituiscono alla cattura; Torcillo si oppone, facendosi però smascherare e arrestare, così i suoi piani falliscono definitivamente. 
Dorianne resta ad Amantido per istruire i bambini del villaggio e, forse anche per rimanere a vivere con il buon Joe, anch'egli deciso a farsi istruire e ora finalmente libero di commerciare banane con regolare licenza.

## Produzione

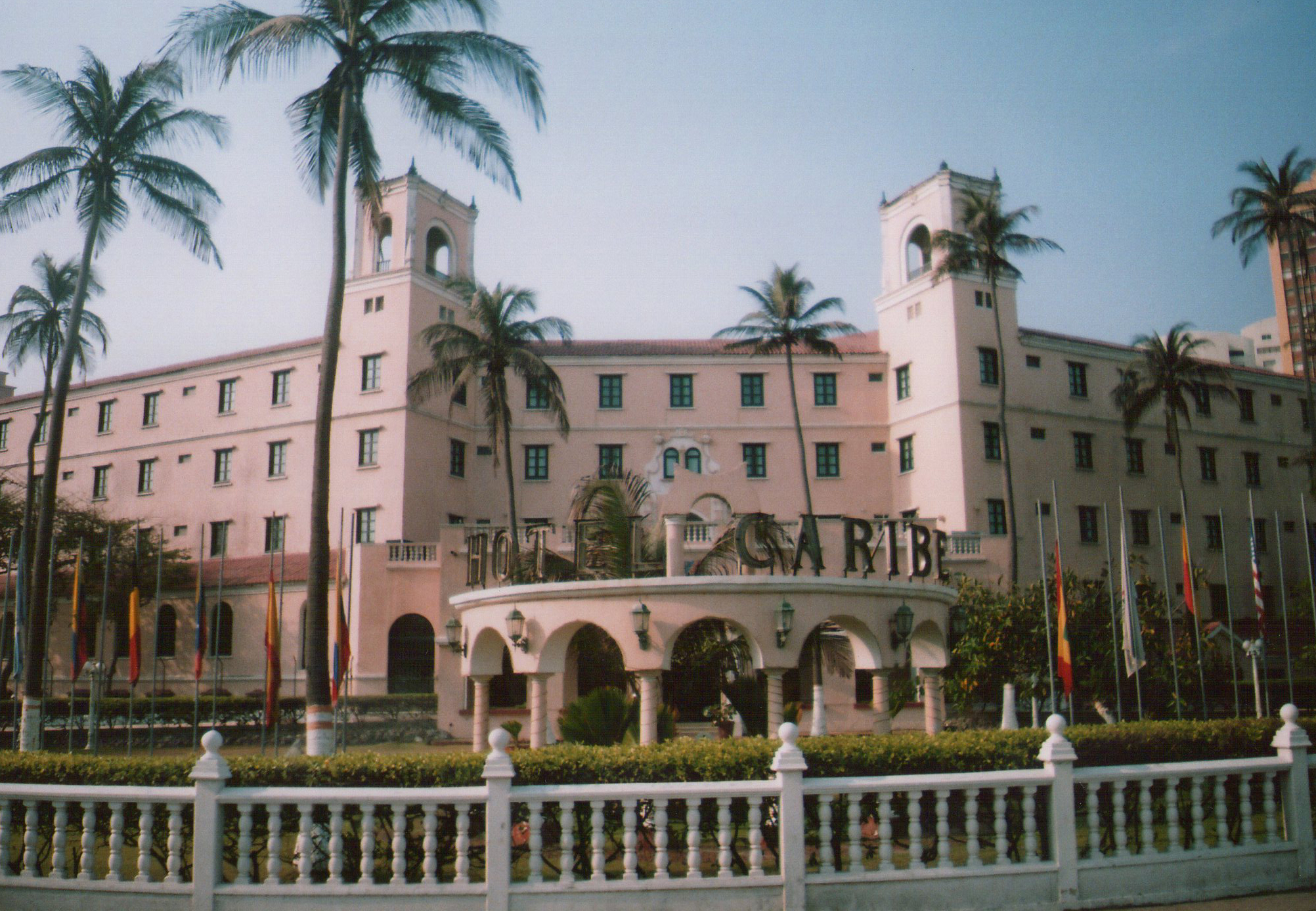
Hotel Caribe a Cartagena de Indias

Il film è stato girato in parte a Turbo, nel golfo di Urabá, nel nord-ovest della Colombia. Nello stesso golfo continua ancora oggi il commercio di banane, su larga scala, con svariate navi bananiere che, all'ancora, aspettano le maone o bonghi pieni di banane. Buona parte delle scene invece sono state girate a Cartagena de Indias: l'ingresso al ministero è, attualmente, l'hotel Caribe di Cartagena. Anche le scene dell'arrivo della corsa dei camion, della passeggiata di Joe nella strada centrale di Puerto Grande, e del suo ingresso nel negozio di televisori sono girate nella medesima città. La caserma Zoncada, in cui Banana Joe svolge il servizio militare, e il cui nome è ripetuto più volte durante la stessa scena, è un chiaro riferimento alla caserma Moncada, teatro del celebre episodio della rivoluzione cubana avvenuto nel 1953.

## Galleria d'immagini

Dorianne (Marina Langner)
L'ingegner Moreno (Enzo Garinei)
Il sergente Josè Felipe Maria Martiño (Giorgio Bracardi)
Manuel Pezzullo (Mario Scarpetta)

## Colonna sonora
La colonna sonora del film è opera degli Oliver Onions, come in molti altri film del duo Bud Spencer e Terence Hill, e il tema principale "Banana Joe" è stato composto insieme a Cesare De Natale e cantato da Olimpio Petrossi.
Quando Joe viene ingaggiato per fare il buttafuori e viene introdotto nella discoteca, si sente chiaramente la canzone degli Oliver Onions Brotherly Love, colonna sonora di Pari e dispari. Nella scena del ritorno di Joe ad Amantido si sente anche la colonna sonora del film I due superpiedi quasi piatti, girato pochi anni prima e annoverato tra le pellicole di maggior successo della coppia Spencer-Hill. La canzone cantata nel night da Marina Langner (Dorianne) si intitola I Wanna Believe, ed in realtà è cantata dalla cantante Yvonne Wilkins. 

## Distribuzione
Il film è stato presentato in anteprima a Milano il 7 aprile 1982 alla presenza di Bud Spencer che, dopo la proiezione, ha anche incontrato i cronisti. Egli ha successivamente dichiarato di sentirsi particolarmente affezionato a questo film, considerandolo una sua creatura, dato che fu lui a volere Steno alla regia, i fratelli De Angelis alle musiche e ad occuparsi personalmente del soggetto, nonché della scelta della location del film in cui aveva già lavorato. Dal giorno successivo venne distribuito in tutta Italia. Al termine della stagione cinematografica italiana 1981-1982, la pellicola si classificò al 90º posto tra i primi 100 film di maggior incasso. Ben maggiore fu invece il ritorno avuto in Germania, Spagna e Sudamerica.